# Joris Mathijsen
Joris Mathijsen (sinh ngày 5 tháng 4 năm 1980 ở Goirle, Noord-Brabant) là một cựu cầu thủ bóng đá người Hà Lan. Anh thường chơi ở vị trí trung vệ và thuận chân trái.

## Sự nghiệp câu lạc bộ
Mathijsen bắt đầu sự nghiệp ở SV VOAB ở Goirle sau khi tham quan một buổi tập của một người bạn khi còn nhỏ. Năm 9 tuổi anh rời đội bóng và gia nhập học viện Willen II Tilburg. ANh được đôn lên đội 1 lần đầu tiên vào mùa giải 1998-99, có trận ra mắt vào ngày 27 tháng 2 năm 1999 ở trận gặp FC Utrecht. Sau 6 mùa giải chơi cho Willem II, anh bị bán sang AZ Alkmaar của huấn luyện viên Co Adriaanse. Tuy nhiên anh có một quãng thời gian khó khăn trong việc có chân trong đội chính ở Alkmaar và trong quãng thời gian đó anh còn bị chấn thương.
Sau khi về đích ở vị trí thứ 2 ở Erendivise vào năm 2006, Mathijsen chuyển sang Đức để chơi cho Hamubrg SV với giá 6 triệu euro nơi anh được chơi cùng các người đồng hương là Rafael van der Vaart và Nigel de Jong. Anh ghi bàn thắng thứ 2500 cho Hamburg vào ngày 20 tháng 10 năm 2007 trong trận gặp VfB Stuttgart.
Vào tháng 11 năm 2008, Mathijsen ký hợp đồng mới với đội bóng có thời hạn tới mùa hè 2012.

## Thi đấu quốc tế
Vào ngày 17 tháng 11 năm 2004, Mathijsen có trận ra mắt ở đội tuyển quốc gia trong trận gặp đội tuyển bóng đá quốc gia Andorra, trận này Hà Lan thắng 3-0.
Kể từ trận đấu ở đội tuyển quốc gia đầu tiên, Mathijsen đã trở thành thành phần nòng cốt trong đội tuyển, đặc biệt sau khi gây ấn tượng tại Hamburg. Anh thường chơi ở vị trí trung vệ trái, bởi anh thuận chân trái. Anh được triệu tập vào đội hình đội tuyển bóng đá quốc gia Hà Lan ở Euro 2008 ở Áo và Thụy Sĩ. Đứng trước nguy cơ bị mất chỗ đứng vào tay Wilfred Bouma, anh ngay lập tức có những màn trình diễn đủ thuyết phục để có vị trí chính thức.
Mathijsen cũng chơi cho Cơn lốc màu da cam ở Vòng loại giải vô địch bóng đá thế giới 2010. Anh là người chơi nhiều thời gian nhất trong đội tuyển và là nòng cốt trong thành tích bị lọt lưới ít bàn nhất ở bảng đấu của họ.

### World Cup 2010
Mathijsen được triệu tập vào thành phần đội tuyển ở World Cup 2010 ở Nam Phi. Vào ngày 27 tháng 5 năm 2010, huấn luyện viên Bert van Marwijk cho biết cầu thủ sẽ nằm trong danh sách 23 cầu thủ tới giải đấu. Anh chơi từ đầu trong trận đầu tiên của đội tuyển ở giải, trận thắng 2-0 trước đội tuyển bóng đá quốc gia Đan Mạch.

## Thống kê sự nghiệp
| Câu lạc bộ          | Câu lạc bộ          | Câu lạc bộ          | Giải đấu   | Giải đấu   | Cúp quốc gia | Cúp quốc gia | Châu Âu | Châu Âu | Khác | Khác | Tổng cộng | Tổng cộng |
| Mùa giải            | Câu lạc bộ          | Giải đấu            | Trận       | Bàn        | Trận         | Bàn          | Trận    | Bàn     | Trận | Bàn  | Trận      | Bàn       |
| Hà Lan              | Hà Lan              | Hà Lan              | Eredivisie | Eredivisie | KNVB Cup     | KNVB Cup     | Châu Âu | Châu Âu | Khác | Khác | Tổng cộng | Tổng cộng |
| ------------------- | ------------------- | ------------------- | ---------- | ---------- | ------------ | ------------ | ------- | ------- | ---- | ---- | --------- | --------- |
| 1999–00             | Willem II           | Eredivisie          | 7          | 0          | 0            | 0            | 0       | 0       | –    | –    | 7         | 0         |
| 2000–01             | Willem II           | Eredivisie          | 22         | 1          | 2            | 0            | –       | –       | –    | –    | 24        | 1         |
| 2001–02             | Willem II           | Eredivisie          | 31         | 1          | 2            | 1            | –       | –       | –    | –    | 33        | 2         |
| 2002–03             | Willem II           | Eredivisie          | 34         | 1          | 2            | 0            | 6       | 0       | –    | –    | 42        | 1         |
| 2003–04             | Willem II           | Eredivisie          | 32         | 3          | 5            | 0            | 2       | 0       | –    | –    | 39        | 3         |
| 2004–05             | AZ                  | Eredivisie          | 25         | 1          | 1            | 0            | 10      | 3       | –    | –    | 36        | 4         |
| 2005–06             | AZ                  | Eredivisie          | 25         | 0          | 3            | 0            | 5       | 0       | 2    | 0    | 35        | 0         |
| 2006–07             | AZ                  | Eredivisie          | 1          | 1          | 0            | 0            | 0       | 0       | 0    | 0    | 1         | 0         |
| Đức                 | Đức                 | Đức                 | Bundesliga | Bundesliga | DFB-Pokal    | DFB-Pokal    | Châu Âu | Châu Âu | Khác | Khác | Tổng cộng | Tổng cộng |
| 2006–07             | Hamburger SV        | Bundesliga          | 32         | 0          | 0            | 0            | 6       | 0       | –    | –    | 38        | 0         |
| 2007–08             | Hamburger SV        | Bundesliga          | 31         | 1          | 0            | 0            | 8       | 0       | –    | –    | 39        | 1         |
| 2008–09             | Hamburger SV        | Bundesliga          | 33         | 2          | 0            | 0            | 12      | 1       | –    | –    | 45        | 3         |
| 2009–10             | Hamburger SV        | Bundesliga          | 33         | 1          | 0            | 0            | 14      | 1       | –    | –    | 47        | 2         |
| 2010–11             | Hamburger SV        | Bundesliga          | 19         | 2          | 0            | 0            | –       | –       | –    | –    | 19        | 2         |
| Tây Ban Nha         | Tây Ban Nha         | Tây Ban Nha         | La Liga    | La Liga    | Copa del Rey | Copa del Rey | Châu Âu | Châu Âu | Khác | Khác | Tổng cộng | Tổng cộng |
| 2011–12             | Málaga              | La Liga             | 28         | 0          | 2            | 0            | –       | –       | –    | –    | 28        | 0         |
| Hà Lan              | Hà Lan              | Hà Lan              | Eredivisie | Eredivisie | KNVB Cup     | KNVB Cup     | Châu Âu | Châu Âu | Khác | Khác | Tổng cộng | Tổng cộng |
| 2012–13             | Feyenoord           | Eredivisie          | 29         | 0          | 3            | 0            | 2       | 0       | –    | –    | 34        | 0         |
| 2013–14             | Feyenoord           | Eredivisie          | 20         | 1          | 4            | 0            | 1       | 0       | –    | –    | 25        | 1         |
| 2014–15             | Feyenoord           | Eredivisie          | 8          | 0          | 0            | 0            | 5       | 0       | 0    | 0    | 13        | 0         |
| Tổng cộng           | Hà Lan              | Hà Lan              | 234        | 9          | 22           | 1            | 31      | 3       | 2    | 0    | 283       | 13        |
| Tổng cộng           | Đức                 | Đức                 | 148        | 6          | 0            | 0            | 40      | 2       | –    | –    | 188       | 8         |
| Tổng cộng           | Tây Ban Nha         | Tây Ban Nha         | 28         | 0          | 2            | 0            | –       | –       | –    | –    | 28        | 0         |
| Tổng cộng sự nghiệp | Tổng cộng sự nghiệp | Tổng cộng sự nghiệp | 410        | 15         | 24           | 1            | 71      | 5       | 2    | 0    | 507       | 21        |

### Bàn thắng cho đội tuyển
| #  | Ngày                 | Địa điểm                                   | Đối thủ    | Ghi bàn | Kết quả | Giải đấu                 |
| -- | -------------------- | ------------------------------------------ | ---------- | ------- | ------- | ------------------------ |
| 1. | 2 tháng 9 năm 2006   | Stade Josy Barthel, Luxembourg, Luxembourg | Luxembourg | 0–1     | 0–1     | Vòng loại Euro 2008      |
| 2. | 7 tháng 2 năm 2007   | Amsterdam ArenA, Amsterdam, Hà Lan         | Nga        | 3–1     | 4–1     | Giao hữu                 |
| 3. | 11 tháng 10 năm 2008 | De Kuip, Rotterdam, Hà Lan                 | Iceland    | 1–0     | 2–0     | Vòng loại World Cup 2010 |